# Doug Lamborn
Douglas Lawrence Lamborn, dit Doug Lamborn, né le 24 mai 1954 à Leavenworth (Kansas), est un homme politique américain, membre du Parti républicain et élu du Colorado à la Chambre des représentants des États-Unis de 2007 à 2025.

## Biographie

### Carrière professionnelle et débuts en politique
Après des études de droit à l'université du Kansas, Doug Lamborn devient avocat. Alors qu'il est encore étudiant, il se présente sans succès à la Chambre des représentants du Kansas avec l'investiture républicaine.
Il siège à la Chambre des représentants du Colorado de 1995 à 1998 puis au Sénat du Colorado de 1998 à 2006.

### Représentant des États-Unis
En 2006, il se présente à la Chambre des représentants des États-Unis dans le 5e district du Colorado, qui inclut Colorado Springs et sa banlieue. Il remporte la primaire républicaine avec 27 % des voix face à cinq concurrents. Il bat de 892 voix Jeff Crank, soutenu par le représentant sortant Joel Hefley (en) dont il était l'assistant. Dans un district républicain depuis sa création, il est élu représentant avec 59,6 % des suffrages face au démocrate Jay Fawcett. 
Membre de l'aile droite du Parti républicain, Lamborn est souvent concurrencé lors des primaires par des candidats de centre-droit, qui lui reprochent son manque d'action au Congrès. Candidat à un second mandat, il affronte à nouveau Jeff Crank et le général Bentley Rayburn lors de la primaire républicaine. Il remporte la primaire et est réélu en novembre 2008 avec 60 % des voix. Il est réélu avec 65,8 % des suffrages en 2010. 
Son district est légèrement redécoupé avant les élections de 2012. Il affronte Robert Blaha dans la primaire républicaine. Blaha dépense plus d'argent que lui, mais le représentant gagne facilement la primaire avec près de 70 % des voix. Lors de l'élection générale, il l'emporte avec 65 % des suffrages. En 2014, il remporte de peu la primaire républicaine, rassemblant 53 % des voix face à Bentley Rayburn. En novembre, il est élu pour un cinquième mandat avec 59,8 % des suffrages.
Candidat à sa réélection en 2016, Lamborn est battu lors de l'assemblée républicaine du 5e district par Calandra Vargas. Âgée de 32 ans, cette assistante d'un sénateur local obtient le soutien de 58 % des délégués. Si Lambon n'obtient que 35 % des voix, il est retenu pour participer à la primaire, à 18 voix près. Il remporte facilement la primaire républicaine en rassemblant deux tiers des suffrages. En novembre, il devance son adversaire démocrate de 32 points.
Alors qu'il est candidat à un nouveau mandat en novembre 2018, Lamborn voit sa candidature rejetée par la Cour suprême du Colorado. La juridiction lui reproche d'avoir fait collecter certaines des pétitions nécessaires à sa candidature par des personnes ne résidant pas dans le Colorado, ce qui est interdit par la loi de l'État et lui fait passer sous le seuil des 1 000 signatures requises,. Lamborn conteste cette décision devant la justice fédérale, qui juge cette obligation de résidence inconstitutionnelle. Il participe donc à la primaire de juin, qu'il remporte avec près de 55 % des suffrages devant l'élu du comté d'El Paso Darryl Glenn (20 %) et le sénateur Owen Hill (18 %). Il est réélu représentant en novembre avec 57 % des voix, devant la démocrate Stephany Rose Spaulding (39 %) et un candidat libertarien (4 %).
Il demeure représentant jusqu'en 2024, date à laquelle il ne se représente pas.